# United States Board on Geographic Names

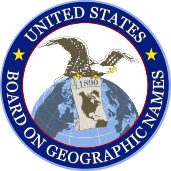

United States Board on Geographic Names (BGN) är en amerikansk myndighet, vars uppgift är att sätta standard för  geografiska namn runtom i USA. Den bildades 1890.

### Fotnoter
1. ↑  U.S. Department of the Interior. "U.S. Board on Geographic Names", U.S. Board on Geographic Names homepage, 9 februari 2009.  läst 28 februari 2009.